# Bernard Bijvoet

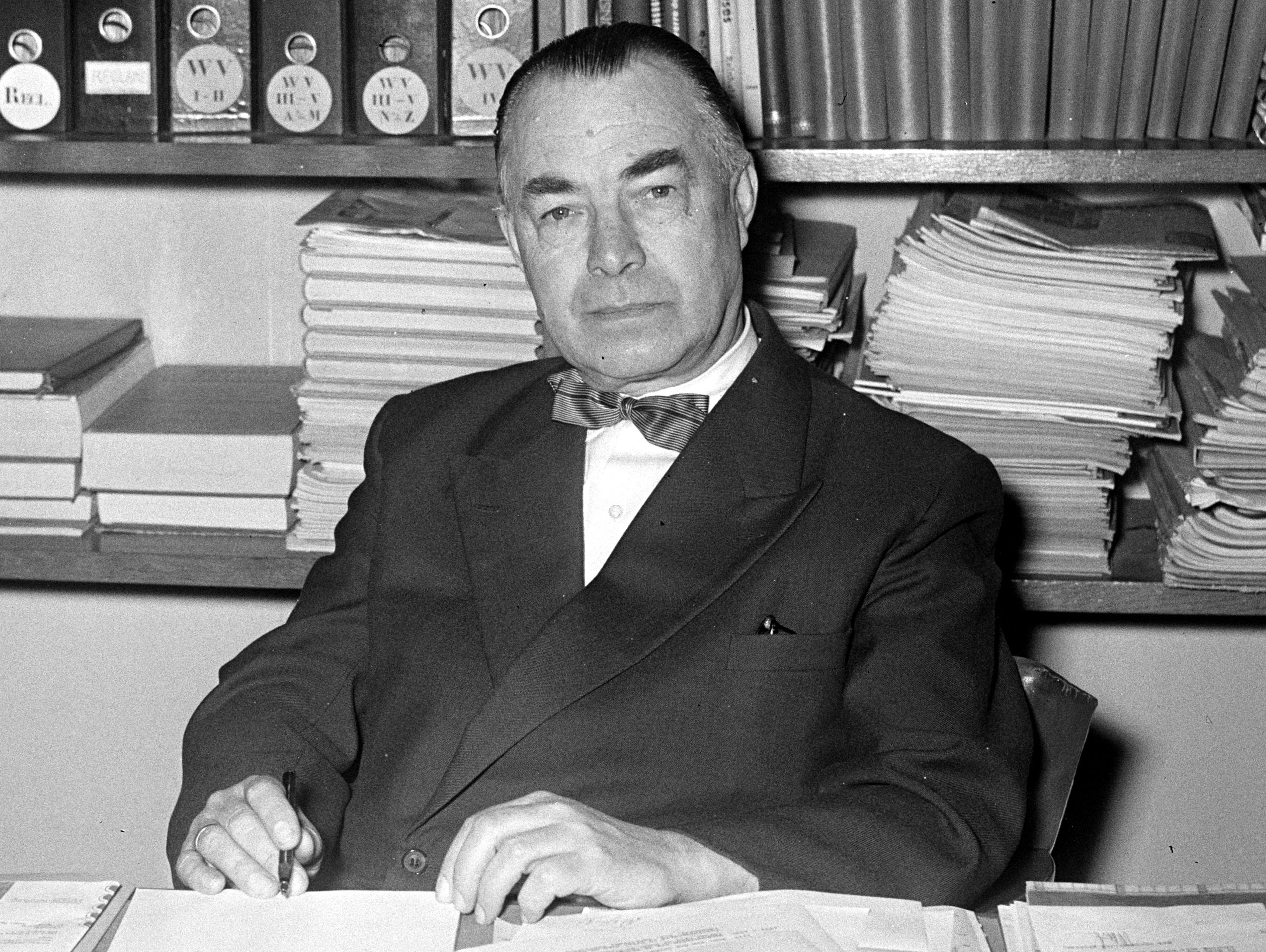
Bernard Bijvoet, 1955

Bernard Bijvoet (* 14. Dezember 1889 in Amsterdam, Königreich der Niederlande; † 27. Dezember 1979 in Haarlem, Niederlande) war ein niederländischer Architekt, der durch die Anwendung der Prinzipien des Neuen Bauens und der Neuen Sachlichkeit bekannt wurde.

## Leben
Bijvoets Vater war der Amsterdamer Farbenhersteller William Frederik Bijvoet, sein jüngerer Bruder war der Chemiker Johannes Martin Bijvoet. Er besuchte die öffentliche Höhere Schule (HBS) und begann 1908 sein Studium an der Technischen Hochschule Delft, wo er den Jahrgangsgenossen Jan Duiker kennenlernte. Beide beendeten ihre Studien 1913 und arbeiteten einige Jahre im Büro von Professor Henri Evers, obwohl sie andere Ansichten über seine Entwürfe zum Bau des Rathauses (stadhuis) in Rotterdam hatten.
1916 eröffneten Bijvoet und Duiker ihr eigenes Architekturbüro in Zandvoort. Sie gewannen einen Wettbewerb mit dem Entwurf für ein Altersheim in Alkmaar, De Karenhuizen. Daneben entwarfen sie unter anderem das Villadorp Kikjduin (1922–1923), ein Wohnhaus in Aalsmeer und eine Drogerie in Zandvoort. Ihre Entwürfe für den Tribune Tower in Chicago, Illinois, USA und das Hauptquartier des Völkerbunds in Genf wurden nicht ausgeführt.
1925 kündigte Bijvoet die Zusammenarbeit mit Duiker auf und ging nach Paris. Dort trat er in das Büro des französischen Architekten Pierre Chareau ein. Mit Chareau entwarf er in Paris die Maison de verre, das Haus Dalsace im 7. Arrondissement, in der Nr. 31, Rue Saint-Guilleaume. Durch dieses Gebäude und andere in Frankreich errichtete Bauten wurde er dort sehr bekannt, während sein Name in der Heimat nicht sehr bekannt wurde.
Nach dem Ableben Duikers 1935 vollendete Bijvoet dessen Entwurf für das Grand Hotel Gooiland in Hilversum, blieb jedoch weiter in Frankreich. Dort arbeitete er mit Architekten wie Eugène Beaudouin (1898–1983) und Marcel Lods (1891–1978) zusammen. Während des Zweiten Weltkriegs zog er aufs Land in die Dordogne. Nach dem Krieg ging er in die Niederlande zurück und gründete in Haarlem mit dem Architekten Gerard Holt ein Büro. Er selbst entwarf unter anderem ein Wohnhaus in Aerdenhout und zusammen mit Holt Wohnblocks in Katwijk aan Zee, Hoek van Holland, Rotterdam, Haarlem und Velsen.

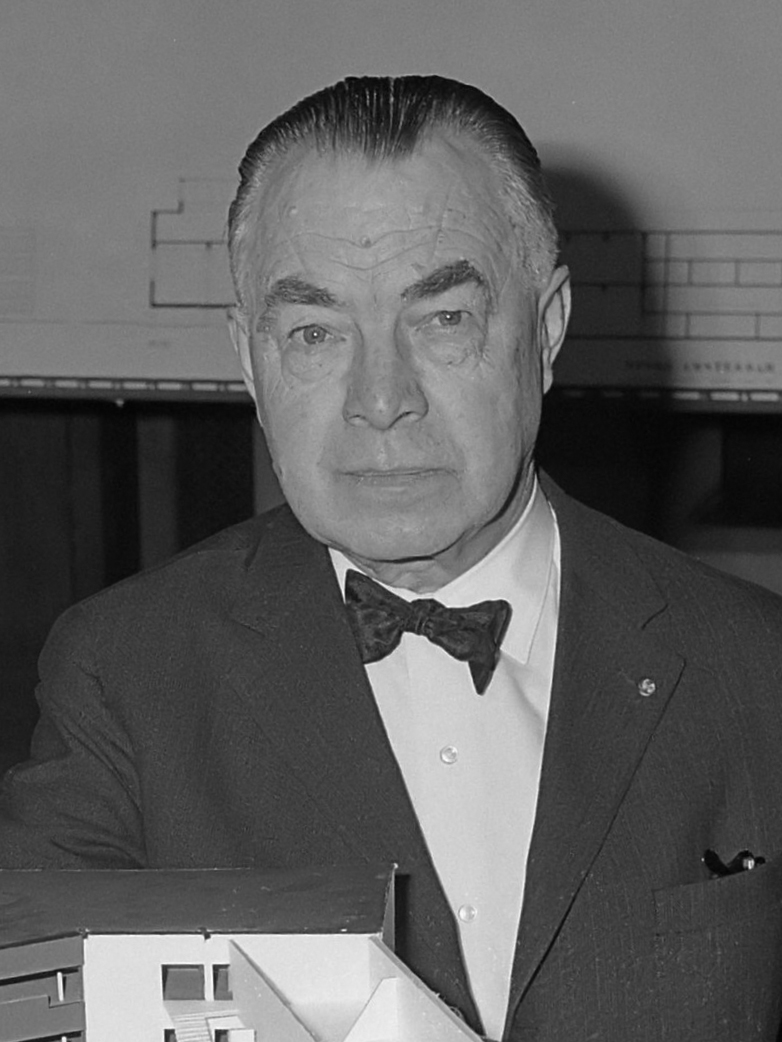
Bernard Bijvoet (1963)

In den 1950er Jahren entwarf Bijvoet Wohnungen in verschiedenen Gebieten Amsterdams, so zum Beispiel in dem Amsterdamer Neubaugebiet Guizenfeld zusammen mit Jacob Bakema und anderen. Ferner spezialisierte er sich auf die Akustik von Theatersälen. Es entstanden zusammen mit seinem Partner Holt Theater in Tilburg und in Nijmegen, in den 1960er Jahren in Apeldoorn und in Tiel. In Amsterdam sollte in der Ferdinand Bolstraat an Stelle eines alten Konzertsaals ein Opernhaus mit angeschlossenem Hotelturm errichtet werden. Das Opernhaus wurde nicht gebaut, der Hotelturm der Okura-Hotelkette wurde in den Jahren 1968–1972 von der Architektengemeinschaft Bijvoet, Holt, Yoshirō Taniguchi und Yōzō Shibata fertiggestellt.
Bijvoet war zweimal verheiratet. Aus der ersten Ehe entstammten eine Tochter und ein Sohn.

## Entwürfe
- 1926–1931: Sanatorium Zonnestraal (Naazorgkolonie), Hilversum mit Johannes Duiker und Jan Gerko Wiebenga
- 1926–1927: mit Pierre Chareau: Clubhaus des Golfclubs von Beauvallon
- 1928–1930: mit Pierre Chareau: Maison de verre, Paris, 7. Arrondissement.
- 1948–1950: mit Gerard Holt: Villa Looyen, im Dünengebiet von Aerdenhout in Bloemendaal, Provinz Nordholland. Seit 2011 als Rijksmonument denkmalgeschützt.
- 1955–1961: mit Gerard Holt: Stadsschouwburg Nijmegen
- 1968–1972: Okura Hotel, Amsterdam.
- 1969: Theater (Agnietenhof), St. Agnietenstraat, Tiel.

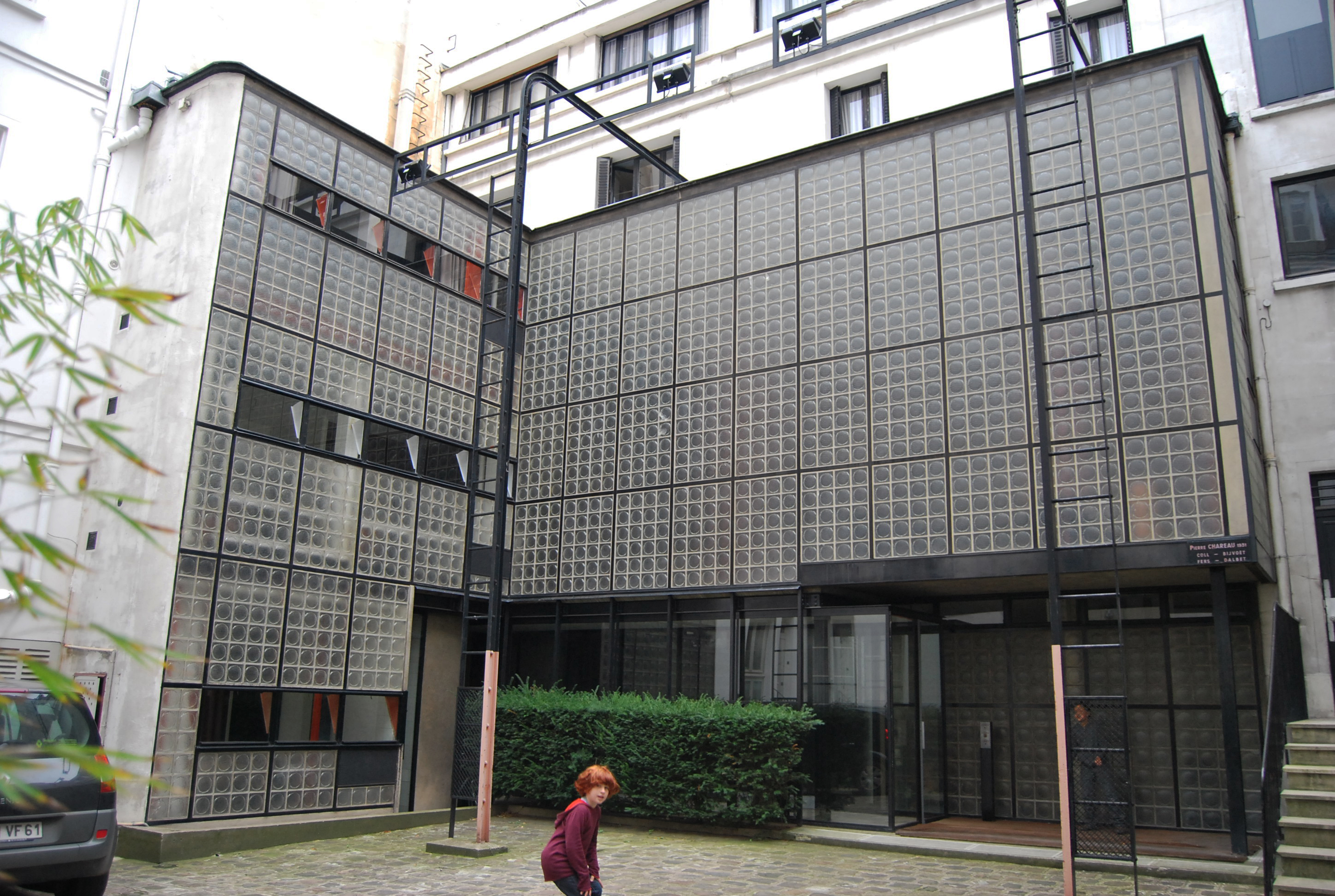
Maison de Verre (Paris)
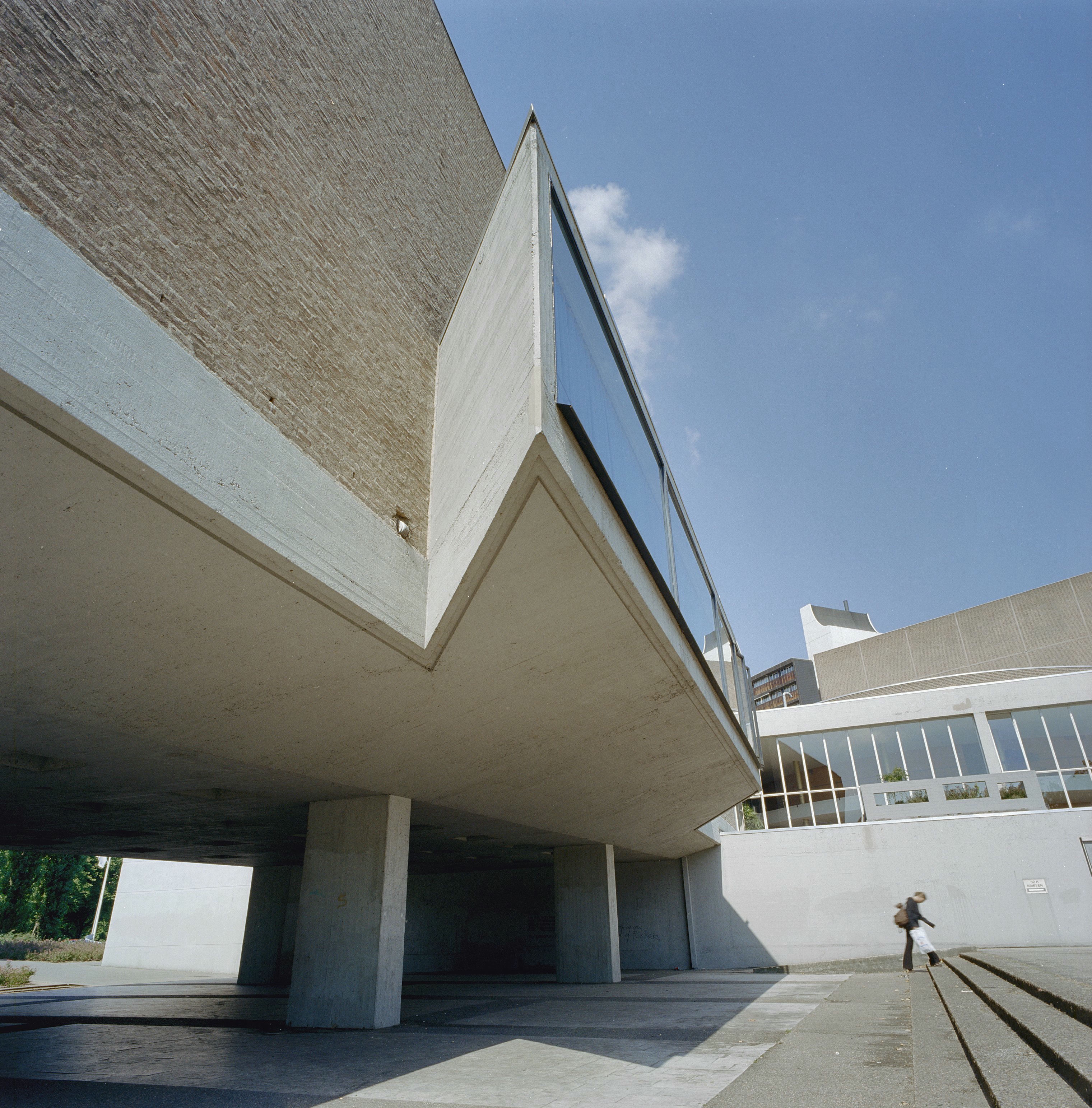
Stadsschouwburg Nijmegen
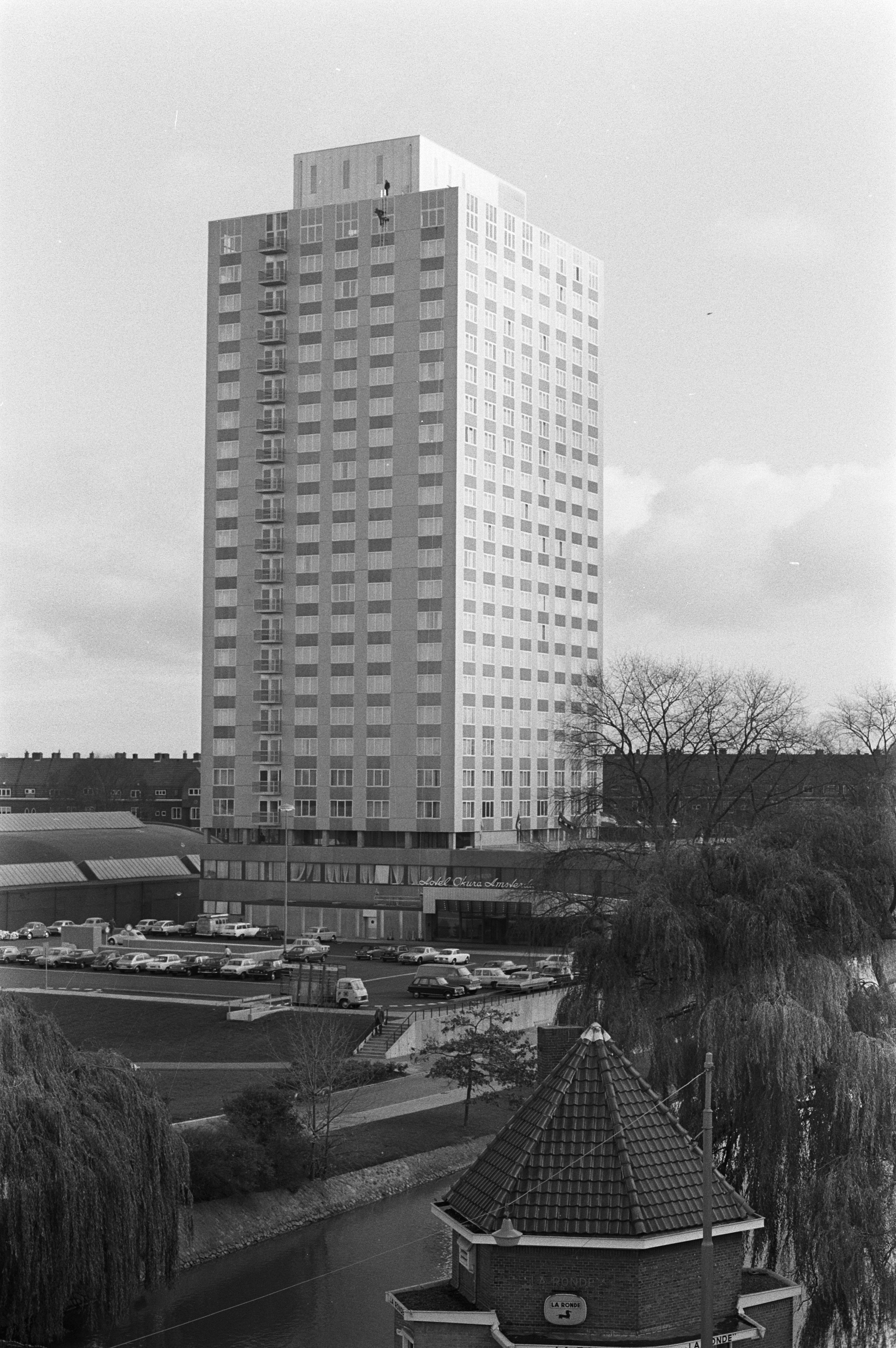
Okura Hotel Amsterdam (1971)

## Ehrungen und Auszeichnungen
- Offizier des Ordre van Oranje-Nassau